# Емомали Рахмон
Емомали Рахмон (таџ. Эмомалӣ Раҳмон; 5. октобра 1952), рођено име Емомали Шарипович Рахмонов (таџ. Эмомалӣ Шарифович Раҳмонов), је председник Таџикистана од 1994.
Раније је био председник Куљабског обласног извршног комитета током 1992. и председник врховног савета Таџикистана од 1992. до 1994.
Рахмон има деветоро деце, седам ћерки и два сина.

## Младост
Рахмон је рођен као Емомали Шарипович Рахмонов у породици Шарифа Рахмонова (око 1912–1992) и Мајрам Шарифове (1910–2004), сељачке породице у Дангари, Кулобска област (данас Катлон Регион). Његов отац је био ветеран Црвене армије из Другог светског рата, добитник Ордена славе 2. и 3. степена. Од 1971 до 1974, Рахмон је служио у Пацифичкој флоти Совјетског Савеза, током које је био стациониран у Приморском крају. По одслужењу војног рока, Рахмон се вратио у своје родно село где је неко време радио као електричар.
Као апаратчик у успону у Таџикистану, постао је председник колективне државне фарме своје родне Дангаре. Према његовој званичној биографији, Рахмон је дипломирао на Државном националном универзитету Таџикистана са дипломом специјалисте економије 1982. Након неколико година рада у Совхозу Дангхара, Рахмон је 1987. године постављен за председника совхоза.

## Рана политика
Године 1990. Рахмон је изабран за народног посланика у Врховном совјету Таџикистанске ССР. Председник Рахмон Набијев је био приморан да поднесе оставку у првим месецима грађанског рата у августу 1992. Акбаршо Искандров, председник Врховног совјета, постао је вршилац дужности председника. Искандаров је поднео оставку у новембру 1992. у покушају да оконча грађанске немире. Истог месеца, Врховни совјет се састао у Хујанду на својој 16. седници и прогласио Таџикистан парламентарном републиком. Рахмона су тада чланови Врховног совјета изабрали за његовог председавајућег — пошто парламентарни републички систем који је усвојио Таџикистан није предвиђао церемонијалног председника, он је био и шеф државе — и шеф владе. Бивши министар унутрашњих послова Јакуб Салимов се касније присећао да је Рахмоново именовање извршено зато што је био „неописив“, у чему су други команданти на терену мислили да би могао бити одбачен „када је одслужио своју сврху“.

## Председништво
Године 1994. новим уставом је поново успостављено председништво. Рахмон је на ту функцију изабран 6. новембра 1994. и положио је заклетву десет дана касније. Током грађанског рата који је трајао од 1992. до 1997. године, Рахмоновој владавини се противила Уједињена таџикистанска опозиција. У рату је погинуло чак 100.000 људи. Преживео је покушај атентата 30. априла 1997. у Хујанду, као и два покушаја државног удара у августу 1997. и новембру 1998. године.
Након уставних промена, поново је изабран 6. новембра 1999. на седмогодишњи мандат, званично узевши 97% гласова. Он је 22. јуна 2003. победио на референдуму који му је омогућио да се кандидује за још два узастопна седмогодишња мандата након што му је истекао мандат 2006. Опозиција наводи да је овај амандман био сакривен на начин који је био на граници изборне преваре. Рахмон је поново изабран на седмогодишњи мандат на контроверзним изборима 6. новембра 2006, са око 79% гласова, према званичним резултатима. 6. новембра 2013. поново је изабран за други седмогодишњи мандат, са око 84% гласова, на изборима за које је Организација за европску безбедност и сарадњу рекла да им недостаје „истински избор и смислен плурализам“. У октобру 2020. поново је поново изабран за председника за пети мандат са разликом од 90,92% због оптужби за превару.
Дана 22. маја 2016. на националном референдуму су одобрене бројне промене устава земље. Једна од главних промена укинула је ограничење председничких мандата, што је практично омогућило Рахмону да остане на власти онолико мандата колико жели. Друге кључне промене ставиле су ван закона политичке странке засноване на вери, чиме је окончано уклањање забрањене Партије исламског препорода из политике Таџикистана и смањена минимална старосна граница за председничке кандидате са 35 на 30 година, што је омогућило Рахмоновом старијем сину, Рустаму Емомалију, да се кандидује за председника било када после 2017. године. У јануару 2017. Рустам Емомали је именован за градоначелника Душанбеа, што је кључна позиција коју неки аналитичари виде као следећи корак ка врху власти. Таџикистан под Рахмоном је неопатримонијални режим, који карактерише висок степен клијентелизма, корупције и лошег управљања. У дипломатској депеши која је процурела 2010. године, амерички амбасадор у Таџикистану је известио да Рахмон и његова породица контролишу главне послове у земљи, укључујући и највећу банку. У новембру 2018. Рахмон је покренуо хидроелектрану за решавање енергетских проблема.

### Улога у рату против тероризма
У јулу 2021. године, преко 1.000 авганистанских војника и цивила побегло је у Таџикистан након што су талибански побуњеници преузели контролу над многим деловима Авганистана. Као одговор, Рахмон је наредио да се 20.000 резервних војника Копнене војске земље пошаље на авганистанско-таџикистанску границу.

### Култ личности и моћи
У децембру 2015, закон који је усвојио таџикистански парламент дао је Рахмону титулу „Оснивач мира и националног јединства, вођа нације“. Краћа верзија наслова, „Вођа нације“, се често користи. Осим што је Рахмону дао доживотни имунитет од кривичног гоњења, закон му је дао и низ других доживотних привилегија, укључујући право вета на све важне државне одлуке, слободу обраћања нацији и парламенту о свим стварима које сматра важним, и привилегију да присуствовање свим седницама владе и парламента.

### Религија и уверења
Рахмон је сунитски муслиман и често је наглашавао своје муслиманско порекло иако је његова администрација ангажована у немилосрдној кампањи против јавног испољавања исламске оданости. Његово сузбијање исламског изражавања укључује забрану ношења браде, посећивање џамије за жене и децу млађу од 18 година, хаџ за особе млађе од 40 година, учење у исламским школама ван Таџикистана, производњу, увоз или извоз исламских књига без дозволе (примењено 2017), коришћење звучнике за емитовање езана, велова, медреса, исламистичких политичких партија и имена која звуче арапски (примењено 2016. године). Штавише, џамије су строго регулисане, пружајући незванично исламско учење може да доведе до 12 година затвора, а захтеван је напоран процес да се добије дозвола за оснивање исламске организације, издавање исламске књиге или одлазак на ходочашће у Меку. У јануару 2016, Рахмон је извео Умру са бројном својом децом и високим члановима своје владе. То је било Рахмоново четврто ходочашће у Меку.

Његов одговор на критичаре изборних стандарда на председничким изборима у Таџикистану 2006. био је:
| „ | "У Таџикистану, више од 99 одсто оних који овде живе су муслимани. Имамо потпуно другачију културу. То морате узети у обзир". | ” |

Током седнице Организације исламске сарадње 2010. у Душанбеу, Рахмон је говорио против онога што је назвао злоупотребом ислама у политичке сврхе, тврдећи да „тероризам, терористи, немају нацију, државу, веру... Користећи назив 'исламски тероризам ' само дискредитује ислам и обешчашћује чисту и безопасну религију ислама."
Чланство у Хизб ут-Тахрир, милитантној исламској партији која има за циљ да збаци секуларне владе и уједини Таџике у једну исламску државу, је незаконито и чланови подлежу хапшењу и затвору.
Исламска ренесансна партија Таџикистана (ИРП) је забрањена исламистичка политичка партија и проглашена је терористичком организацијом од 2015. године.
Влада Таџикистана је 2017. године усвојила закон којим се од људи захтева да се „држе традиционалне националне одеће и културе“, што се нашироко сматра покушајем да се спречи да жене носе исламску одећу, посебно стил мараме замотане испод браде, у у супротности са традиционалном таџикистанском марамом везаном иза главе.